# Duguetia schulzii
Duguetia schulzii là loài thực vật có hoa thuộc họ Na. Loài này được Jans.-Jac. mô tả khoa học đầu tiên năm 1970.